# Catedral de San José (Tianjin)
La Catedral de San José (en chino:  圣若瑟主教座堂) También conocida como la Iglesia Xikai (chino:西開堂), es una iglesia católica ubicada en el distrito comercial central en la antigua concesión francesa de Tianjin, en la actual China. Esta en el extremo sur de Binjiang Dao en el distrito de Heping . La catedral es una de las reliquias históricas protegidas de Tianjin. La iglesia fue construida en 1913 bajo el nombre de Iglesia MG antes de que pasara a llamarse iglesia de San José.
En 1912, la Santa Sede publicó un edicto, anunciado por el vicariato de Zhili en nombre del Territorio del Norte del Vicariato de Zgili. La Casa del obispo se encuentra cerca del río Sancha en la Iglesia de Wanghailou y su primer obispo fue Du Baolu.
En agosto de 1913, la construcción de la iglesia comenzó, y cada ladrillo tuvo que ser enviado desde Francia. En junio de 1916, Xikai se completó y se convirtió en la principal catedral de la Diócesis de Tianjin.